# Balbina Steffenone
Balbina Steffenone (també anomenada Bina o Steffanone o Steffenoni, Torí, 1825 - Nàpols, 1896) fou una soprano italiana de mitjan segle xix.
Estudià a Bolonya amb Teresa Bertinotti, debutant com Lucia a Macerata el 1842. Després de cantar a través d'Itàlia, es traslladà a Anglaterra entre 1845 i 1847 per cantar al Covent Garden, i posteriorment se n'anava a Amèrica del Nord, on es quedava per set anys. Les seves aparicions s'estenien de Boston a Ciutat de Mèxic i L'Havana, on romania una directora en la companyia de Giovanni Bottesini al voltant de 1850.
Cantà en l'estrena americana de Il trovatore a l'Acadèmia Of Music de Nova York (1855), compartint els papers de Leonora i Ines en la producció.
Continuava la seva carrera a Europa, on apareixia a Viena el 1859 i a Nàpols el 1860-61, on creava Morosina d'Errico Petrella. Tot i que es va retirar el 1862, va participar en l'estrena de Giovanna di Castiglia de Vincenzo Battista al Teatro San Carlo de Nàpols el 1863.
La temporada 1858-1859 va cantar al Liceu de Barcelona. El Diario de Barcelona la qualificà de "mezzosoprano, de veu una mica feble a les cordes greus i mitjanes, però més sonora en les agudes, segurament a causa d'un llarg exercici havia perdut el seu timbre molt de la seva finor i enteresa i la facilitat d'emissió. D'altra banda la Stefanone és una artista experta, de talent i de bona escola de cant, de notable sentiment i intenció en el declamat i que s'identifica perfectament amb les situacions escèniques ".
Moria a Nàpols el 1896.